# Robert Bly
Robert Bly (Contea di Lac qui Parle, 23 dicembre 1926 – Minneapolis, 21 novembre 2021) è stato un poeta statunitense.
Leader del  Mythopoetic Men's Movement, è stato anche un attivo pacifista. La sua poetica è stata influenzata dalla teoria degli archetipi di Carl Gustav Jung.

## Opere

### Raccolte poetiche
- Talking into the Ear of a Donkey: Poems (W. W. Norton & Company, 2011)
- Turkish Pears in August: Twenty-Four Ramages (Eastern Washington University, 2007)
- The Urge to Travel Long Distances (Eastern Washington University Press, 2005)
- My Sentence Was a Thousand Years of Joy (HarperCollins, 2005)
- Surprised by Evening (RealNewMusic, 2005)
- The Night Abraham Called to the Stars (HarperCollins, 2001)
- Eating the Honey of Words: New and Selected Poems (1999)
- Snowbanks North of the House (1999)
- Morning Poems (1997)
- Meditations on the Insatiable Soul (1994)
- What Have I Ever Lost by Dying?: Collected Prose Poems (1992)
- Loving a Woman in Two Worlds (1985)
- Selected Poems (1986)
- Mirabai Versions (1984)
- The Man in the Black Coat Turns (1981)
- This Tree Will Be Here for a Thousand Years (1979)
- This Body is Made of Camphor and Gopherwood (1977)
- Old Man Rubbing His Eyes (1974)
- Jumping Out of Bed (1973)
- Sleepers Joining Hands (1973)
- The Light Around the Body (1967), col quale vinse il National Book Award
- The Lion's Tail and Eyes (1962)
- Silence in the Snowy Fields (1962)

## Saggi
- Il piccolo libro dell'Ombra, ed. RED, 2003
- Per diventare uomini, Mondadori, 2000.